# 南美企鹅
，又称麦哲倫企鹅、麦氏环企鹅，是温带企鹅中最大的一个种类，主要分布在南美洲阿根廷、智利和福克兰群岛沿海，也有少量迁入巴西境内。它是环企鹅属中数量最多的一种，与同属中与南非企鹅、秘鲁企鹅和加岛企鹅亲缘很近。
南美企鹅的名字来自著名的航海家麦哲伦，麦哲伦1519年第一次环南美洲大陆航行时发现了这种企鹅。

## 体貌特征
南美企鹅在企鹅家族中属于中等身材，一般身高约70厘米，体重约4公斤。它们的头部主要呈黑色，有一条白色的宽带从眼后过耳朵一直延伸至下颌附近。

## 生活习性

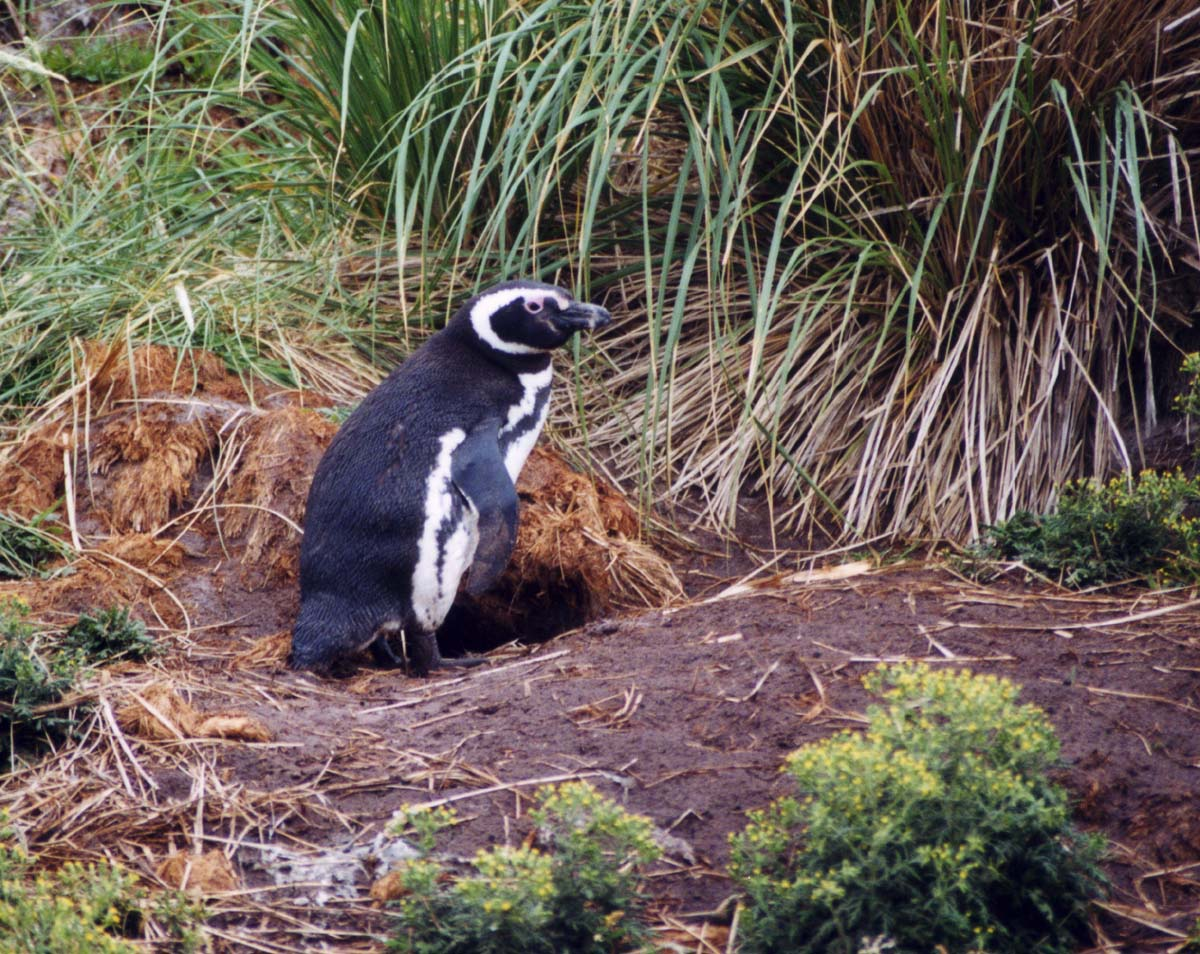
一只在洞穴旁的南美企鹅

南美企鹅是群居性动物，经常栖息在一些近海的小岛，它们尤其喜爱选择茂密的草丛或灌木丛中坐窝，以躲避鸟类天敌的捕杀。此外，在某些气候较为干燥，植被并不茂盛的地带，如果地质较为松软，南美企鹅也会挖洞做窝。
每年的9月份，成年南美企鹅便开始着手做窝，大约经历一个月左右，雌企鹅在10月中旬开始产蛋，一般每窝会有两只，前后间隔四天产下，每枚蛋在125克左右。孵化期一般为39天至42天，最初由雌企鹅进行孵化，雄企鹅会离开繁殖区至500千米外的海域觅食，大概经历15天左右的时间，雄企鹅返回接替雌企鹅，改由雌企鹅外出觅食。这样交替进行直至小企鹅出壳。
在出生以后，小企鹅需要每天进食，此时企鹅父母会每天轮流到30千米以外的海域进行捕食，早出晚归，共计一个月的时间。
一个月以后，小企鹅已经长出了部分羽毛，此时它们已经可以偶尔到窝外活动。在这个阶段，它们的样貌和成年企鹅有显著不同，身体上部为棕灰色下部为乳白色，但此时它们一般仅在窝附近的草丛中活动，以很好的躲避天敌并抵御严寒，因此它们不能像帝企鹅等很多其他很多企鹅一样形成由很多小企鹅聚在一起的托儿所。
草丛能够一定程度上帮助小企鹅抵御大风、严寒等多种恶劣天气，但对于某些地区的暴雨、洪水等，草丛也没有用处，不过小企鹅水性很好，很少有溺亡的现象，只是它们的身体很难抵御潮湿和寒冷。本来小企鹅全身的羽毛有一定的防水保温的能力，尤其在干燥季节能够保证体内的水分不会丧失，但它的羽毛却没有成年企鹅很好的防水能力，在暴雨、洪水等来临时，它们对于外部的潮湿寒冷却往往无能为力，体温下降很快，很容易导致死亡。同时，生活在草丛中，它们的身体也容易生长很多寄生虫。
雌企鹅一般每次会产下两枚大致相等蛋，如果两枚都孵化成功的话，企鹅夫妇往往会优先饲养首先出世的那只小企鹅，一般后出生的那只小企鹅死亡率比较高。当然，在食物充足的情况下，两只小企鹅都健康成活的可能性也相当大。一般每对企鹅夫妇饲养小企鹅的平均成活率会在1.0到1.6之间，但是在某些食物非常匮乏的地区，如福克兰群岛附近，这个成活率仅为0.5左右。而且在丧失小企鹅之后，在当年，企鹅夫妇也不会再次产蛋孵化。
根据食物状况的不同，小企鹅长到羽翼丰满需要要9周到17周的时间，此时小企鹅的样貌会更接近成年企鹅，只是羽毛还是略显灰色，而且没有成年企鹅身上的明显的白色带状羽毛。此时，小企鹅平均体重一般在3.3千克左右，但在个别地区，如福克兰群岛附近，由于食物的缺乏，平均体重仅有2.7千克。一般体重低于3千克很难存活，目前福克兰群岛上的小企鹅存活率仅有20％左右。
雌性企鹅在四岁达到性成熟，雄性企鹅为五岁，这可能是由于雄性企鹅数量多于雌性企鹅所致，使年轻的雌企鹅比年轻的雄企鹅更容易找到配偶。
南美企鹅它们可直接饮用海水，并通过体腺将海水的盐分排除体外。在捕食上它们没有特殊的偏好，捕食鱼、虾和甲壳类动物。在饲养小企鹅期间，除了猎物严重匮乏的福克兰群岛附近，成年企鹅的捕食会非常规律的每天进行一次，在白天进行，一般潜水不超过50米，少数情况下，也偶尔达到100米的深度。在冬季，它们会扩大捕食范围，向北可达到巴西海域。

## 保护状况
据统计，南美企鹅的总数量在180万对，主要分布在智利、阿根廷和福克兰群岛三处，其中福克兰群岛附近约10万对，阿根廷有90万对，智利有80万对，它们的生存面临多种威胁，目前在世界自然保护联盟濒危物种红色名录中，南美企鹅的保护现状为近危。

### 商业捕鱼
20世纪80年代和90年代，福克兰群岛的南美企鹅下减速度非常快，而且其下降速度与该地区的商业捕鱼活动完全成正比关系。至2002年，福克兰群岛南美企鹅的数量已减至20世纪90年代初的20％，而且总量仍在下减。但是在南美洲其他限制商业捕鱼的智利和阿根廷海域，南美企鹅数量下减的状况则要好很多。
商业捕鱼使福克兰群岛附近的鱼资源大量减少，南美企鹅的捕食非常困难，在智利和阿根廷，成年南美企鹅在饲养小企鹅期间，每天出海捕食的时间为16小时至18小时，在福克兰群岛，如果想获取相同数量的食物，这个时间则要达到35小时。
目前，福克兰群岛的南美企鹅的栖息地上，80％至90％的草丛都在闲置，南美企鹅可以毫不费力地找到合适的栖息地，甚至在那里可以直接找到很多闲置巢穴，主人已经死亡或已经搬迁至他处。在智利，像马格达林那岛（Magdalena），南美企鹅则遍地都是，它们的巢穴遍布于草丛之中，甚至那些不适于坐窝的地方都被占据，直接将窝建在地面上。

### 石油污染
由于在智利、阿根廷和福克兰群岛海域，海上油田众多，原油泄漏事件时有发生，1998年，在福克兰群岛附近一处油田勘测中，五个月内共发生了三次原油泄漏，直接造成数百只的南美企鹅死亡。
在一些油船航线上，由于油船的压舱物普遍采用海水，这些海水进入船体后不可避免的要受到原油的污染，然后又被直接被排放到海中，这在一定程度上也威胁着南美企鹅的生存环境，据统计，仅在阿根廷海域，每年因原油污染造成的南美企鹅的死亡数量高达40000只。

### 其他
此外，在智利南方一些偏远地带，也有少量南美企鹅被人为捕杀，一些渔民将其用作捕蟹的诱饵。
南美企鹅也存在不少的天敌，在海里的主要天敌有海狮、豹海豹和逆戟鲸。小企鹅和企鹅蛋也会面对一些鸟类天敌，如海鸥和贼鸥，如果在草丛中建窝，这种威胁则会小很多。